# 千宗旦
千 宗旦（せん の そうたん、せん そうたん、1578年2月7日（天正6年1月1日） - 1659年1月11日（万治元年12月19日）は茶人。父は利休の後妻千宗恩の連れ子千少庵、母は利休の娘お亀であり、少庵の京千家を継いだ。千家3代。宗旦流（三千家）の祖。
近年の研究により、利休の実子千道安を父とする説は否定された。また、古市宗庵により利休本来の所作を学んだという説もある。

## 経歴
1578年（天正6年）、少庵の子として生まれた宗旦は、10歳の頃に祖父利休の希望で大徳寺に喝食として預けられる。父・少庵が利休の後妻の連れ子だったことから、家督争いを避けるために仏門に入れられたと言われている。春屋宗園のもとで禅の修行を積み、得度した。
1594年（文禄3年）、千家再興が叶ったことから、少庵の希望で還俗し、弟子らとともに利休流のわび茶の普及に努めた（還俗の時期については諸説ある）。この際、豊臣秀吉が利休から召し上げた茶道具を宗旦を名指しして返したことから、伯父の道安ではなく宗旦が利休の後継者と目されるようになったとも言われている。しかし、聞き書きである『茶話指月集』の情報であるため、確証があるわけではない（近年の研究では当時の宗旦の立場があまり強くなかった実態が明らかとなっている）。
1600年（慶長5年）頃、少庵が隠居したのに伴い、家督を継いだ。祖父の利休が豊臣秀吉により自刃に追い込まれたことから政治との関わりを避け、生涯仕官しなかった。茶風は祖父利休のわび茶をさらに徹底させ、ために乞食修行を行っているように清貧であるという意味から、「乞食宗旦」と呼ばれたという。
しかし、子供たちの就職には熱心で、長男宗拙を加賀藩前田家に、次男宗守を高松松平家に、三男宗左を紀州徳川家に、四男宗室を加賀藩前田家に仕えさせた。久田家との姻戚関係が出来たのも宗旦の時代である。
晩年に建てた一畳台目（約2畳の広さ）の茶室は、侘び茶の精神を表した究極の茶室とされている。
千家中興の祖とされ、毎年11月19日には宗旦忌が営まれる。
勘当された宗拙を除く3人の息子がそれぞれ武者小路千家（次男：一翁宗守）、表千家（三男：江岑宗左）、裏千家（四男：仙叟宗室）を興した。これら3家は、「三千家」として現代まで続いている。

## 宗旦四天王
宗旦の門弟の中で、特に活躍した4人を宗旦四天王という。
- 藤村庸軒
- 杉木普斎
- 山田宗徧
- 久須美疎安（代わりに三宅亡羊または松尾宗二を入れる説もある。）